# Dorfkirche Żelewo

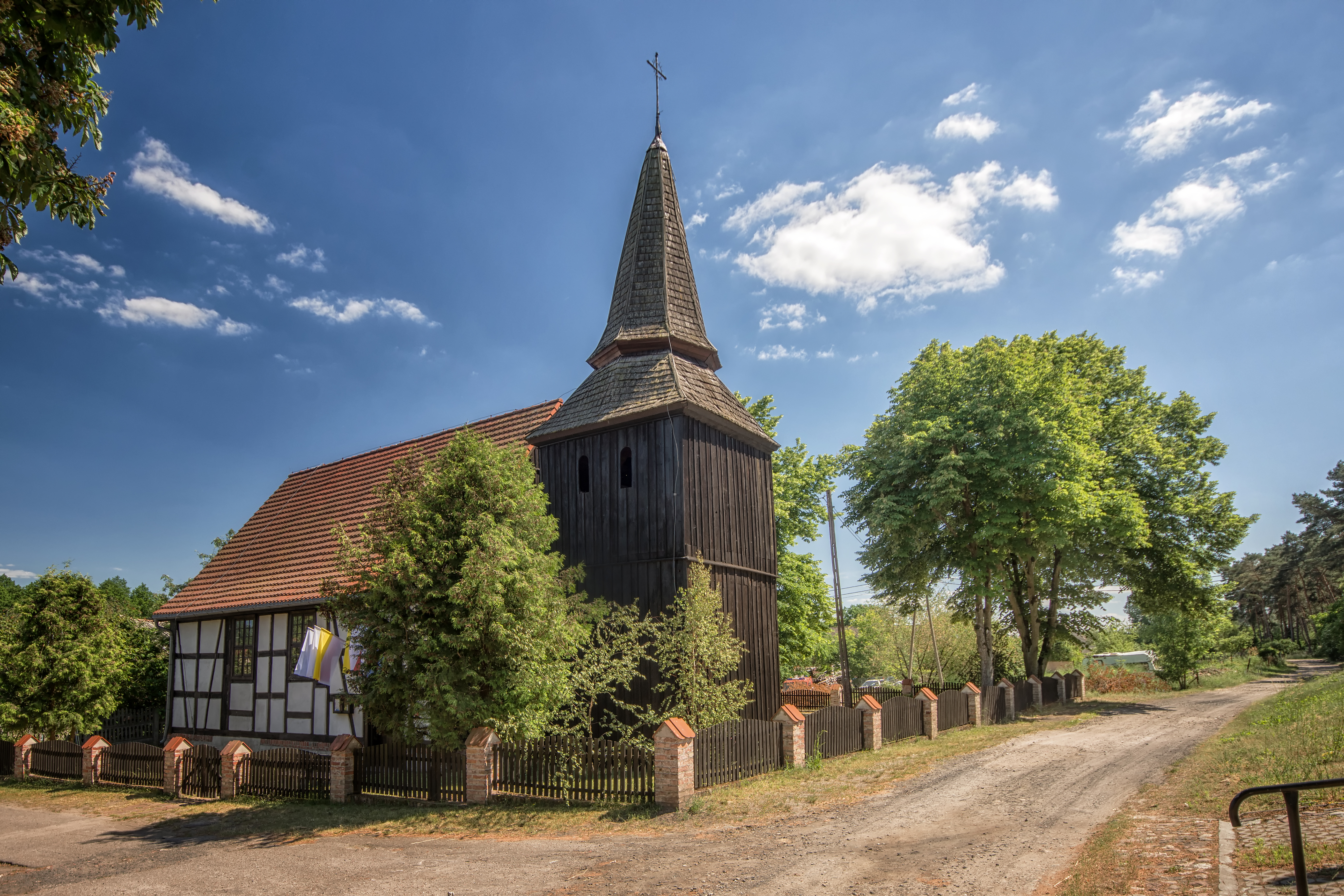
Dorfkirche, bis 1945 Gotteshaus der evangelischen Gemeinde Seelow (Aufnahme 2020)

Die Dorfkirche in Żelewo (deutsch Seelow) in Hinterpommern  ist eine Fachwerkkirche aus dem zu Ende gehenden 17. Jahrhundert, die nur wenige Riegel und Ständer aufweist und zu den ältesten dieser Art gehört.

## Geographische Lage
Die kleine Dorfkirche steht auf dem westlichen Hochufer des  Madüsees (poln. Jezioro Miedwie), etwa 28 Kilometer südöstlich von Stettin, vier Kilometer ostsüdöstlich von Kołbacz (Kolbatz)  und 3 ½  Kilometer südöstlich von Nieznań (Heidchen), und ist von diesem Binnensee aus weithin sichtbar. 
Erreichbar ist das alte Fischerdorf mit der sehenswerten Kirche von Gryfino (Greifenhagen) aus über die Landesstraße 31 nach Kobylanka (Kublank) an der Landesstraße 10.

## Baugeschichte und Baubeschreibung
Der Fachwerkbau aus dem 17. Jahrhundert besitzt – später vergrößerte – Fenster, die an das Rahmholz stoßen. Der geradwangige quadratische Turm ist freistehend und im Unterbau mit Brettern verkleidet. Er trägt einen Helm, der viereckig ansetzt und in schlanker achteckiger Spitze endet.
Das Innere der Kirche betrat man vor 1945 über die Südseite. Heute ist die Eingangstür auf der Nordseite unter der Empore angebracht, wodurch Raum gewonnen werden konnte.

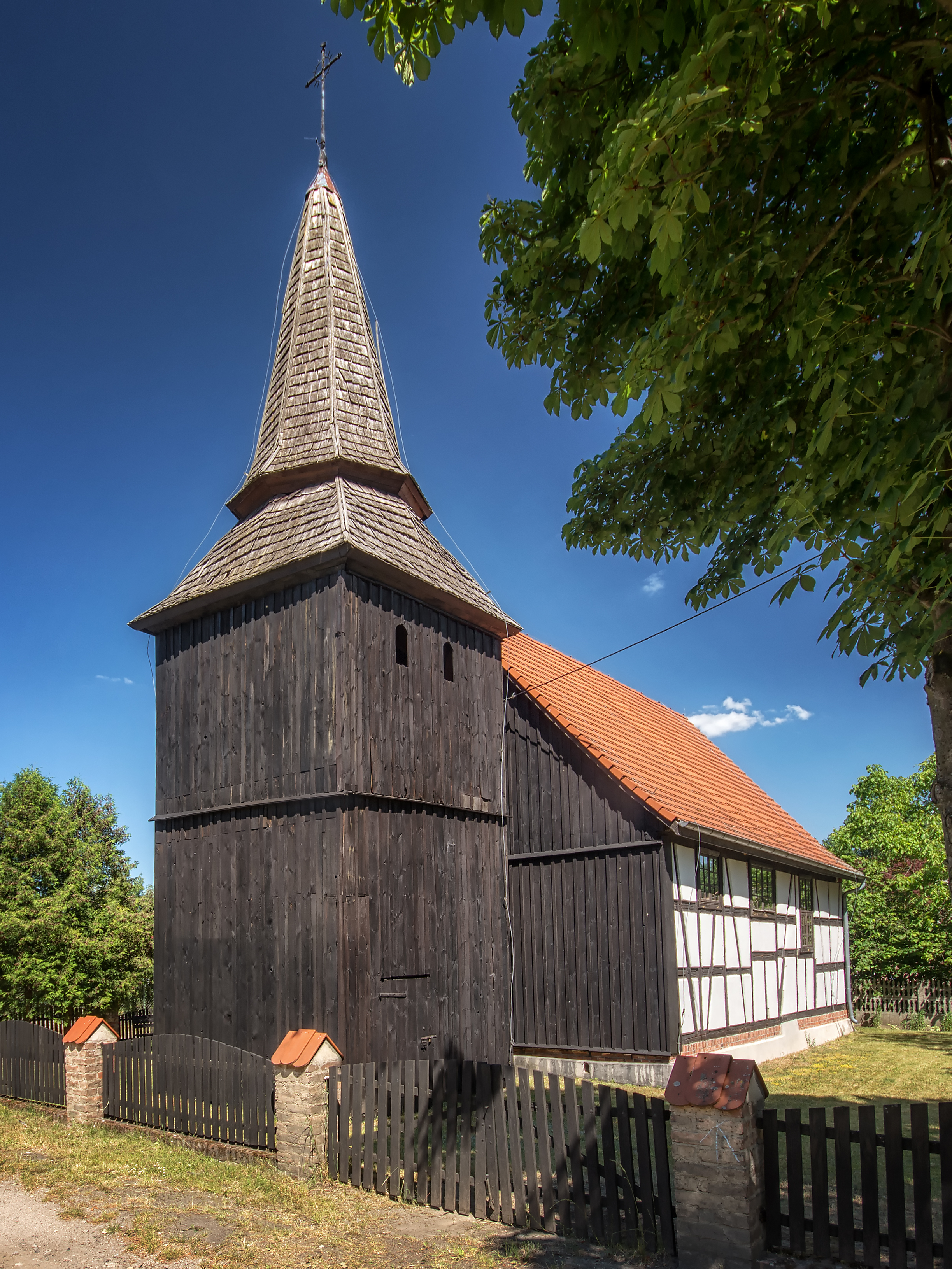
Ansicht der Turmseite

Vom Altar aus dem Jahre 1698 ist nur das seitliche barocke Schnitzwerk geblieben. Das Mittelfeld trägt heute wieder Bilderschmuck. Die Kanzel aus Eichenholz steht frei. Sie trägt die Jahreszahl 1683 und ist eine Einlegearbeit mit verschiedenfarbigen Hölzern.
Die Kirchenbänke sind mit Ölgemälden geschmückt, ebenso die Felder der Empore, die biblische Szenen zeigen, die sich auf Motive der Fischerei und Seefahrt beziehen: die Sintflut, der Durchzug durch das Rote Meer, Jona und der Walfisch, Petri Fischzug und Jesus wandelt auf dem See Genezareth. Es sind eben Bilder einer Fischerkirche.
Zwischen den Gemälden befindet sich die Jahreszahl 1734.
Die Seelower Kirche zierte vor 1945 ein schmiedeeiserner Hängeleuchter mit zweimal zwölf Armen, wovon die sechs kerzentragenden Arme erhalten sind. Die sechs Arme mit Tulpen (der Blume des Weizackers) fehlen. Unter dem Leuchter befindet sich ein Schild mit der Jahreszahl 1770.
Berühmt war ehedem der Taufengel, der nicht fliegend, sondern ruhig schwebend, in der rechten Hand eine Palme, in der linken eine Taufschale, dargestellt ist. Er gehörte zu den schönsten Taufengeln in Pommern.
Das Kirchengebäude wurde im Jahr 2005 grundlegend erneuert.
Auf der Südseite der Kirche stand einst eine jahrhundertealte riesige Linde, die man auch „Eselslinde“ nannte. Seinerzeit banden hier die Mönche des Klosters Kolbatz während der Messe ihre Reitesel fest. Die Linde überstand einen Sturm im Jahre 1944 nicht.

## Kirchengemeinde
Die evangelische Kirchengemeinde von Seelow war von alters her selbständig, jedoch einer Pfarrei als Filialkirche zugeordnet. Vor 1945 gehörte die Gemeinde bis zu Beginn des 20. Jahrhunderts zum Kirchspiel Neumark, danach zum Kirchspiel Belkow, jeweils im Kirchenkreis Kolbatz (Kołbacz) im Westsprengel der Kirchenprovinz Pommern der Kirche der Altpreußischen Union.
Nach der Vertreibung der einheimischen Bevölkerung Seelows nach Kriegsende 1945 durch die Administration der Volksrepublik Polen wurde der Ort der katholischen Pfarrei Kołbacz im Dekanat Kołbacz im Erzbistum Stettin-Cammin der polnischen Katholischen Kirche einverleibt. Das Gotteshaus erhielt eine neue Weihe und den polnischen Namen Kościół Matki Boskiej Nieustającej Pomocy. 
In der Ortschaft lebende evangelische Kirchenglieder gehören jetzt zur Pfarrei der St. Trinitatiskirche Stettin in der Diözese Breslau der polnischen Evangelisch-Augsburgischen Kirche.